# The World Games Series 2024
La prima edizione delle The World Games Series è stata ospitata ad Hong Kong, dall'11 al 13 ottobre 2024, coinvolgendo 10 discipline e 87 atleti provenienti da 33 nazioni. L'evento è servito da qualificazione per i Giochi mondiali 2025.

## I Giochi

### Nazioni partecipanti
- Atleti Individuali Neutrali
- Argentina
- Australia
- Brasile
- Brunei
- Cile
- Croazia
- Ecuador
- Francia
- Giappone
- Germania
- Hong Kong
- India
- Indonesia
- Iran
- Italia
- Lituania
- Malaysia
- Messico
- Nepal
- Norvegia
- Paesi Bassi
- Filippine
- Polonia
- Singapore
- Slovenia
- Spagna
- Stati Uniti
- Svizzera
- Thailandia
- Taipei cinese
- Ucraina
- Uzbekistan

### Discipline
Le The World Games Series 2024 hanno ospitato 3 sport, per un totale di 11 discipline:
- Cheerleading (dettagli)
- Pattinaggio freestyle (dettagli)
- Wushu (dettagli)

### Calendario
Il calendario è stato ufficialmente diffuso pochi giorni prima dagli organizzatori
| ● | Fase preliminare | 1 | Finali |

| Sport/Data            | Sport/Data            | Ottobre | Ottobre | Ottobre | Sport |
| Sport/Data            | Sport/Data            | 11 Ven  | 12 Sab  | 13 Dom  | Sport |
| --------------------- | --------------------- | ------- | ------- | ------- | ----- |
| Cheerleading          | Cheerleading          | ●       | ●       | 1       | 1     |
| Pattinaggio freestyle | Pattinaggio freestyle |         | 2       | 1       | 3     |
| Wushu                 | Wushu                 |         | 3       | 3       | 6     |
| Totale cumulativo     | Totale cumulativo     | 0       | 5       | 5       | 10    |

## Medagliere
| Posiz. | Nazione     | Oro | Argento | Bronzo | Totale |
| ------ | ----------- | --- | ------- | ------ | ------ |
| 1      | Hong Kong   | 3   | 2       | 3      | 8      |
| 2      | Singapore   | 1   | 1       | 1      | 3      |
| 3      | Thailandia  | 1   | 0       | 1      | 2      |
| 4      | Iran        | 1   | 0       | 0      | 1      |
| 4      | Italia      | 1   | 0       | 0      | 1      |
| 4      | Spagna      | 1   | 0       | 0      | 1      |
| 4      | Brunei      | 1   | 0       | 0      | 1      |
| 4      | Stati Uniti | 1   | 0       | 0      | 1      |
| 9      | Indonesia   | 0   | 2       | 1      | 3      |
| 10     | Malaysia    | 0   | 1       | 0      | 1      |
| 10     | Uzbekistan  | 0   | 1       | 0      | 1      |
| 10     | Australia   | 0   | 1       | 0      | 1      |
| 10     | Francia     | 0   | 1       | 0      | 1      |
| 10     | Ucraina     | 0   | 1       | 0      | 1      |
| 15     | India       | 0   | 0       | 1      | 1      |
| 15     | Polonia     | 0   | 0       | 1      | 1      |
| 15     | Filippine   | 0   | 0       | 1      | 1      |
| 15     | Messico     | 0   | 0       | 1      | 1      |
| Totale | Totale      | 10  | 10      | 10     | 30     |